# Live in Leipzig
Live in Leipzig es un álbum en vivo de la banda noruega de black metal Mayhem. Fue grabado en el club Eiskeller en Leipzig, Alemania el 26 de noviembre de 1990. Sin embargo, el álbum no fue publicado hasta 1993. Las canciones tocadas en el concierto pertenecen a los álbumes Deathcrush (1987) y el todavía no grabado De Mysteriis Dom Sathanas (1994). Este es uno de los pocos álbumes en los que Dead es el vocalista.

## Lista de canciones
1. "Deathcrush" – 4:37
2. "Necrolust" – 3:46
3. "Funeral Fog" – 6:31
4. "Freezing Moon" – 7:05
5. "Carnage" – 4:06
6. "Buried by Time and Dust" – 5:29
7. "Pagan Fears" – 7:00
8. "Chainsaw Gutsfuck" – 5:07
9. "Pure Fucking Armageddon" – 3:10

## Diseño de portada
La portada es el fragmento de una fotografía donde aparece el vocalista Dead maquillado con un candelabro rodeado de oscuridad. Esta portada serviría de inspiración para el álbum de Darkthrone Transilvanian Hunger, en el que es Fenriz quien porta el candelabro.

## Créditos
- Dead (Per Yngve Ohlin) - voz
- Euronymous (Øystein Aarseth) - guitarra
- Necrobutcher (Jørn Stubberud) - bajo
- Hellhammer (Jan Axel Blomberg) - batería